# Stefano Bensi
Stefano Bensi (ur. 11 sierpnia 1988 w Schifflange) – luksemburski piłkarz grający na pozycji napastnika. Od 2012 jest zawodnikiem klubu Fola Esch.

## Kariera klubowa
Swoją karierę piłkarską Bensi rozpoczął w klubie US Rumelange. W 2005 roku awansował do pierwszej drużyny. W sezonie 2005/2006 zadebiutował w jej barwach w pierwszej lidze luksemburskiej. W debiutanckim sezonie spadł z Rumelange do Éierepromotioun. Na tym poziomie rozgrywek grał przez dwa lata. W sezonie 2008/2009 ponownie grał w pierwszej lidze. W trakcie sezonu 2008/2009 odszedł do belgijskiego drugoligowca KMSK Deinze. Grał w nim przez pół roku.
Latem 2009 roku Bensi wrócił do Luksemburga. Został wówczas zawodnikiem F91 Dudelange. Zadebiutował w nim 8 sierpnia 2009 w zwycięskim 3:0 domowym meczu z RM Hamm Benfica. W sezonie 2009/2010 wywalczył z Dudelange wicemistrzostwo kraju. Z kolei w sezonach 2010/2011 i 2011/2012 zostawał mistrzem Luksemburga. W sezonie 2011/2012 zdobył również Puchar Luksemburga.
Latem 2012 roku Bensi przeszedł do klubu Fola Esch. Swój debiut w nim zaliczył 5 sierpnia 2012 w wygranym 6:1 wyjazdowym meczu z Union 05 Kayl-Tétange, w którym zdobył dwa gole. W sezonie 2012/2013 z 20 golami został królem strzelców ligi, a Fola Esch został mistrzem kraju. Bensi został również wybrany Piłkarzem Roku. Wraz z Folą wywalczył również kolejne mistrzostwa w sezonach 2014/2015, 2019/2020 i 2020/2021 oraz wicemistrzostwa w sezonach 2013/2014, 2015/2016 i 2018/2019,
| Sezon   | Klub          | Kraj       | Rozgrywki         | Mecze | Gole |
| ------- | ------------- | ---------- | ----------------- | ----- | ---- |
| 2005/06 | US Rumelange  | Luksemburg | Nationaldivisioun | 11    | 0    |
| 2006/07 | US Rumelange  | Luksemburg | Éierepromotioun   | ?     | ?    |
| 2007/08 | US Rumelange  | Luksemburg | Éierepromotioun   | ?     | ?    |
| 2008/09 | US Rumelange  | Luksemburg | Nationaldivisioun | 15    | 11   |
| 2008/09 | KMSK Deinze   | Belgia     | Tweede klasse     | 11    | 2    |
| 2009/10 | F91 Dudelange | Luksemburg | Nationaldivisioun | 20    | 5    |
| 2010/11 | F91 Dudelange | Luksemburg | Nationaldivisioun | 16    | 6    |
| 2011/12 | F91 Dudelange | Luksemburg | Nationaldivisioun | 21    | 16   |
| 2012/13 | Fola Esch     | Luksemburg | Nationaldivisioun | 21    | 20   |
| 2013/14 | Fola Esch     | Luksemburg | Nationaldivisioun | 22    | 12   |
| 2014/15 | Fola Esch     | Luksemburg | Nationaldivisioun | 15    | 5    |
| 2015/16 | Fola Esch     | Luksemburg | Nationaldivisioun | 26    | 18   |
| 2016/17 | Fola Esch     | Luksemburg | Nationaldivisioun | 15    | 3    |
| 2017/18 | Fola Esch     | Luksemburg | Nationaldivisioun | 4     | 0    |
| 2018/19 | Fola Esch     | Luksemburg | Nationaldivisioun | 25    | 10   |
| 2019/20 | Fola Esch     | Luksemburg | Nationaldivisioun | 12    | 5    |
| 2020/21 | Fola Esch     | Luksemburg | Nationaldivisioun | 21    | 7    |

## Kariera reprezentacyjna
W reprezentacji Luksemburga Bensi zadebiutował 11 października 2008 w przegranym 1:3 meczu eliminacji do MŚ 2010 z Izraelem, rozegranym w Luksemburgu. 7 czerwca 2013 w meczu eliminacji do MŚ 2014 z Azerbejdżanem (1:1) strzelił swojego pierwszego gola w kadrze narodowej.